# معصوب
المعصوب طبق مُحلى عرف لدى سكان تهامة قديماً، وهو من الأكلات المعروفة لسكان منطقة جازان وما حولها سواء داخل السعودية أو اليمن. ويعرف قديماً بالمرسة إلا أنه ما زال الاسم القديم يتداول داخل منطقة جازان، وبعض الأقوال ترجعه إلى منطقة حضرموت. ثم انتقل إلى منطقة الحجاز وأغلب مناطق الجزيرة العربية كأكلة شبة يوميه شعبية، في أرجاء دول الخليج واليمن. يتكون المعصوب من الموز والفطير المفروم، وطرأت عليه إضافات أخرى مع مرور الوقت كالعسل والسمن والقشطة. وهو يعتبر من الأكلات الغنية بالعناصر الغذائية المفيدة للجسم، ويعتقد أهل الحجاز بأن هذه الوجبة بين الأكلات الشعبية التي تمنح الطاقة والدفء اللذين يحتاجونهما لمجابهة برد الشتاء، لكون المعصوب من الأكلات المليئة بالسعرات الحرارية التي تضفي على الجسم قوة وطاقة، وهو ما يفسر أن غالبية زبائن محال الفول يطلبون «المعصوب» كونه يجلب الدفء للجسم.

## الأنواع

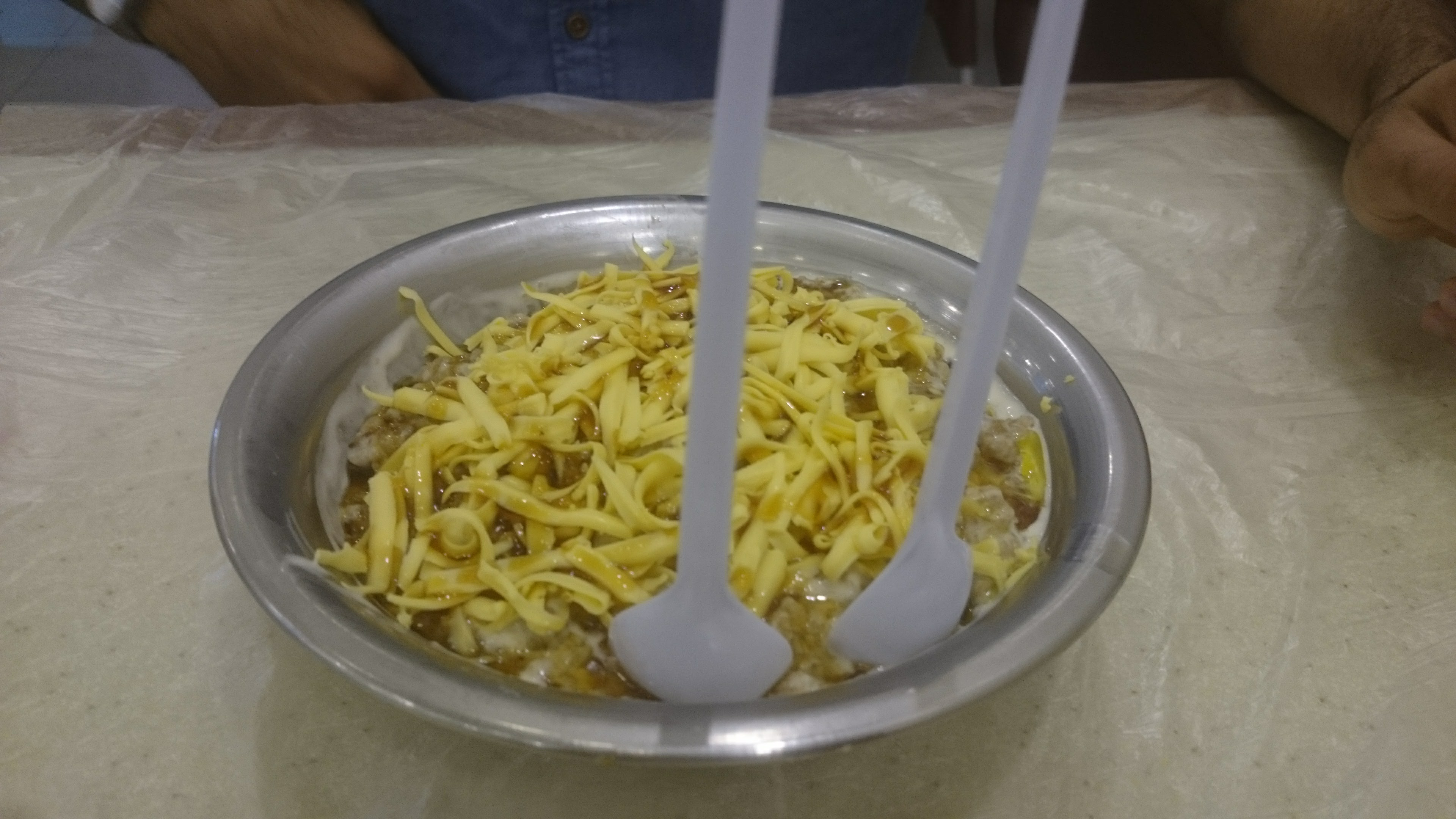
طبق معصوب ملكي

1. معصوب عادي.
2. معصوب بالقشطة.
3. معصوب بالعسل.
4. معصوب بالتمر.
5. معصوب ملكي.

## فوائد صحية
يحتوي طبق المعصوب الواحد على عدد من السعرات الحرارية تتراوح ما بين 450 إلى 650 سعرة حرارية تقريبا، ويعتبر طبق غني بالكربوهيدرات البسيطة، والبوتاسيوم، وبه حديد وزنك وعدد من الفيتامينات، إلا أنه بكميات قليلة تدخل في تجهيز المعصوب.
ومع كون السمن البلدي صحيا بطبيعته، لكن يجب الحذر من الإكثار منه؛ لأنه دهن حيواني به نسبة عالية من الدهون المشبعة، وهو يضاف للمعصوب
أما السكر الذي قد تضاف ملعقة منه للمعصوب، وهو يزيد من كمية الكربوهيدرات.

## المكونات
- موز.
- فطيرة.
- قشطة.
- سمن (ليس أساسياً).[6]